# アイドリング!!!15th LIVE ング!!!ング!!!祭りだ!!!〜良きところで武道館グ!!!
『アイドリング!!!15th LIVE ング!!!ング!!!祭りだ!!!〜良きところで武道館グ!!!』（アイドリング フィフティーンスライブ ング ング まつりだ よきところでぶどうかんグ）は、日本の女性アイドルグループ・アイドリング!!!のライブビデオ。2015年12月23日に、ポニーキャニオンからリリースされたBlu-ray Disc。

## 背景・リリース
2015年10月5日に日本武道館で開催した、女性アイドルグループ・アイドリング!!!15thライブ公演の模様を収録した2枚組Blu-ray Disc。
本編全29曲に、舞台裏やリハーサル風景を収録した特典映像が含まれている。ほか初回生産分には、生写真（3種の内ランダム1種）の封入特典が付属。
本編
アイドリング!!!の、9年間に及ぶ活動の集大成となるラストライブ。グループが、同月末をもっての活動終了を表明していたため、最後のワンマンライブと銘打っている。
本開催は副題にもある『祭（まつり）』をテーマにしており、冒頭で外岡えりか・横山ルリカによる和太鼓のパフォーマンスを披露している。また、2012年度の12thライブを最後に途絶えていた、バックバンドのサポートとオープニングムービーが復活した。
楽曲「Iのスタンダード」には、『アイドリング!!!』MCを務めるバカリズムと森本さやか (アナウンサー)が加わった。同年初夏に新加入した7期生 朝日るな・橋本夏希・酒井芳子も出演したが、同3名も同曲のみの参加に止どまっている。また、グループの派生ユニット「HIP♡ATTACK fromアイドリング!!!」と「NEO fromアイドリング!!!」は、当公演が最後のパフォーマンスとなった。
その他
メインのステージ衣装は当初の予定を急遽変更し、『祭（まつり）』をイメージしての「浴衣」衣装を採用した事が、舞台裏で語られている。
和太鼓振付は、和太鼓アイドル「東京おとめ太鼓」の総代・桜りりぃの指導によるもの。楽曲も当人が提供し、曲名は「トノルリ丼」と名付けられた。
当公演の演目で、バカリズムの提供によるオリジナル曲『AVを観た本数は経験人数に入れてもいい』の、演奏パフォーマンスを本人が実演していたが、本作への収録は見送られた。またバカリズムは、日本武道館に因み、剣道・柔道・合気道の各道着をまとって登場している。
武道館開催までの道のり
開催会場は当初、パシフィコ横浜を予定していた。これは同年春、心無いマスコミに発表前の情報をリークされたもので、運営側は概ね事実を認めたが、今後のプランを大きく狂わされた。しかし、大幅な変更を強いられながらも関係者の尽力もあって、より格式の高い日本武道館での初公演が実現した。また、開催日は月曜の平日で空席も予想されたが、実際にはチケットが完売し、約6500人のファンが詰めかけている。

## 出演者
アイドリング!!!
- 外岡えりか・横山ルリカ・河村唯・酒井瞳・朝日奈央・三宅ひとみ・倉田瑠夏・尾島知佳・高橋胡桃・石田佳蓮・玉川来夢・朝日るな・橋本夏希・酒井芳子

HIP♡ATTACK fromアイドリング!!!兼任メンバー
- 橘ゆりか・大川藍・橋本楓

NEO fromアイドリング!!!兼任メンバー
- 古橋舞悠・関谷真由・橋本瑠果・佐藤麗奈・佐藤ミケーラ倭子

MC・客演
- バカリズム・森本さやか (アナウンサー)

バンドメンバー
- 山口鷹（ドラム）・二家本亮介（ベース）・中川雅也（ギター）・山崎淳（ギター）・鹿島伸夫（キーボード）・NanaN.（パーカッション）・北岡徹也（マニピュレーター）

舞台裏 友情出演
アイドリング!!!OG
- 加藤沙耶香・遠藤舞・フォンチー・長野せりな・菊地亜美・伊藤祐奈・後藤郁

## 収録曲
（オープニングブロック）
1. 百花繚乱アイドリング!!!
2. キミがスキ
3. 恋ゴコロ
4. ガンバレ乙女（笑）
（メインブロック）
5. Shine On
6. シャウト!!!
7. S.O.W. センスオブワンダー
8. 無条件☆幸福
9. 女神のパルス
10. SHA KA LA KA PARTY
（ユニットブロック）
11. ミルキーガール（U-19ing!!!）
12. Wing（O-20ing!!!）
13. 黄金蟲〜太陽のサマサマデイズ（HIP♡ATTACK fromアイドリング!!!）
14. あこがれアドレイション（梅酒 -UME/LIQUOR-）
15. Sakuraホライズン（NEO fromアイドリング!!!）
16. Over Drive（1st IDOLING!!!）
17. Stay with me（1st IDOLING!!!）
（メインブロック）
18. GO EAST!!! GO WEST!!!
19. Iのスタンダード（24人ver.）
20. One Up!!!
21. baby blue
（ラストブロック）
22. MAMORE!!!
23. サマーライオン
24. やらかいはぁと
25. 〜などあって 〜良きところで
（アンコール）
26. Cheering You!!!
27. 「職業:アイドル。」
28. さよなら・またね・だいすき
29. モテ期のうた～season2～